# Koniecpol (plaats)
Koniecpol is een stad in het Poolse woiwodschap Silezië, gelegen in de powiat Częstochowski. De oppervlakte bedraagt 36,52 km², het inwonertal 6366 (2005).

## Verkeer en vervoer
- Station Koniecpol
- Station Koniecpol Magdasz